# Кадаїнське сільське поселення
Кадаї́нське сільське поселення (рос. Кадаинское сельское поселение) — сільське поселення у складі Калганського району Забайкальського краю Росії.
Адміністративний центр — село Кадая.

## Історія
Село Кадая 1-а (Кадая 2-а) було утворено 2013 року шляхом виділення зі складу села Кадая.

## Населення
Населення сільського поселення становить 869 осіб (2019; 1046 у 2010, 1220 у 2002).

## Склад
До складу сільського поселення входять:
| Населений пункт | Населення, осіб (2002) | Населення, осіб (2010) |
| --------------- | ---------------------- | ---------------------- |
| Кадая, село     | 1220                   | 1046                   |
| Кадая 1-а, село | -                      | -                      |